# Lugnås
För andra betydelser, se Lugnås (olika betydelser).
Lugnås är en tätort i Mariestads kommun i Västra Götalands län. Tätorten har sitt namn efter Lugnås socken men ligger något paradoxalt inte i denna socken utan längre norrut, i Björsäters socken.

## Historik

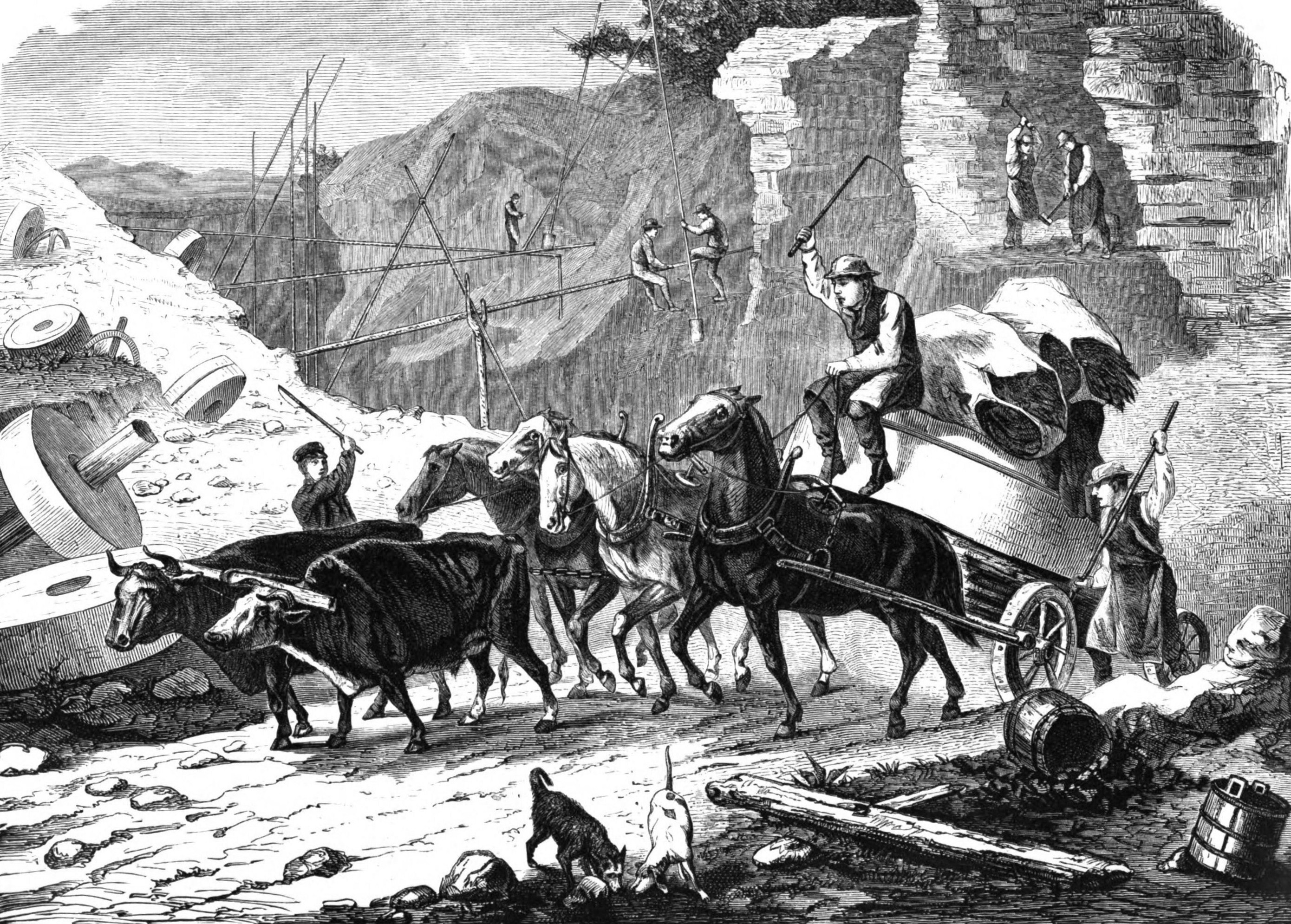
Scen från Lugnås stenbrott, cirka 1870.

I Lugnås ligger Lugnåsberget, ett av Västergötlands mindre platåberg. Lugnåsberget består till största delen av kambrisk sandsten. Den är känd för sina spårfossil, vilka är lämningar efter de djur som levde där för närmare 542 miljoner år sedan. Främst efter sandkoraller av familjen Protolyellia sp och Spatangopsis samt Trilobiter och Brachiopoder. Under sandstenen ligger det Subkambriska peneplanet med, i det översta skiktet, den kaolinvittrade gnejs, som man sedan 1100-talet har använt för tillverkning av kvarnstenar. Det brytbara lagret är cirka 1,5-3 meter tjockt. Mellan gnejsen och sandstenen finns ett mörkare skikt, vilket är ett konglomerat bestående av bitar av gnejs som är inbakade i sandsten. De synliga lager av sandsten, som kan iakttas inne i gruvan, benämns vanligen File Haidar eller Mickwitziasandsten.
Längst upp på berget finns ett lager med alunskiffer, i vilket man under 1800-talet och början av 1900-talet bröt orsten och brände kalk. Detta lager är från perioden Övre Kambrium, omkring 510-490 miljoner år gammalt.
Enligt traditionen var det cisterciensmunkar från franska Clairvaux som tog med sig kunskapen om kvarnstensbrytning till bygden, innan de byggde Varnhems kloster. Brytningen av kvarnsten var som störst under senare hälften av 1800-talet. De industriellt framställda stenarna blev dödsstöten för kvarnstensbrytningen i Lugnås, då det inte gick att konkurrera prismässigt. Öppningarna till de cirka 50-55 gruvorna sprängdes igen 1915 för att inte barn och djur skulle ta sig in i underhacken och skadas. Den sista kvarnstenen bröts omkring 1918. Sedan dess har många stenar legat exponerade för väder och vind och man kan iaktta en ganska kraftig erosion på dessa.

### Befolkningsutveckling
| Befolkningsutvecklingen i Lugnås 1965–2020 | Befolkningsutvecklingen i Lugnås 1965–2020 | Befolkningsutvecklingen i Lugnås 1965–2020 | Befolkningsutvecklingen i Lugnås 1965–2020 | Befolkningsutvecklingen i Lugnås 1965–2020 |
| ------------------------------------------ | ------------------------------------------ | ------------------------------------------ | ------------------------------------------ | ------------------------------------------ |
|                                            |                                            |                                            |                                            |                                            |
| År                                         |                                            |                                            | Folkmängd                                  | Areal (ha)                                 |
| 1965                                       | 1965                                       |                                            | 374                                        |                                            |
| 1970                                       | 1970                                       |                                            | 445                                        |                                            |
| 1975                                       | 1975                                       |                                            | 600                                        |                                            |
| 1980                                       | 1980                                       |                                            | 656                                        |                                            |
| 1990                                       | 1990                                       |                                            | 586                                        | 84                                         |
| 1995                                       | 1995                                       |                                            | 631                                        | 90                                         |
| 2000                                       | 2000                                       |                                            | 671                                        | 90                                         |
| 2005                                       | 2005                                       |                                            | 648                                        | 90                                         |
| 2010                                       | 2010                                       |                                            | 653                                        | 90                                         |
| 2015                                       | 2015                                       |                                            | 641                                        | 108                                        |
| 2020                                       | 2020                                       |                                            | 608                                        | 110                                        |
| Anm.: Ny tätort 1965                       |                                            |                                            |                                            |                                            |

## Idrott
Idrottsföreningen i bygden heter Björsäters IF med hemmaplan på Björsäters IP, i folkmun "IP". Föreningens herrseniorer spelar säsongen 2021 i "Div. 6 Mariestad". Genom åren har föreningen haft flera framstående spelare i sin ungdomsverksamhet som senare kommit att utmärka sig på nationell- och internationell nivå, såsom David Moberg Karlsson och Adam Carlén.